# Judith Elkán-Hervé
Pour les articles homonymes, voir Molnár et Hervé.
Judith Elkán-Hervé, née Judith Molnar et parfois nommée Judith Hervé-Molnar, est une rescapée hongroise de la Shoah et passeuse de mémoire née en 1926 à Oradea, en Transylvanie, en actuelle Roumanie. Elle a participé au documentaire Les Filles de Birkenau. Elle est établie en France.
Elle est arrêtée deux jours après avoir passé son baccalauréat, le 3 mai 1944, et déportée à Auschwitz après avoir été enfermée avec ses parents au ghetto d'Oradea puis transférée au camp de travail de Zittau en Saxe (Allemagne) avec sa mère tandis que son père est mort. Elle rencontre beaucoup d'élèves pour parler de la mémoire de la Shoah. Elle est veuve de Lucien Hervé (né László Elkán).

## Décorations
- Chevalière de la Légion d'honneur le 11 juillet 2025[7].